# Argent (album)
| Recensione              | Giudizio    |
| ----------------------- | ----------- |
| AllMusic                | [ 2 ]       |
| Robert Christgau        | B           |
| Sputnikmusic            | 3.3 (Great) |
| Dizionario del Pop-Rock | [ 5 ]       |
| 24.000 dischi           | [ 6 ]       |

Argent è il primo album del gruppo rock britannico degli Argent, pubblicato dalla CBS Records nel 1970.

## Tracce
Brani composti da Rod Argent e Chris White, tranne dove indicato
Lato A
1. Like Honey – 3:14
2. Liar – 3:12 (Russ Ballard)
3. Be Free – 3:47
4. Schoolgirl – 3:21 (Russ Ballard)
5. Dance in the Smoke – 6:17

Lato B
1. Lonely Hard Road – 4:24 (Russ Ballard)
2. The Feeling's Inside – 3:50
3. Freefall – 3:19
4. Stepping Stone – 4:39
5. Bring You Joy – 4:10

## Formazione
- Rod Argent - organo, pianoforte, pianette, voce
- Rod Argent - voce solista (brani: Like Honey, The Feeling's Inside e Freefall)
- Russ Ballard - chitarra, pianoforte (brano: Lonely Hard Road), voce
- Russ Ballard - voce solista (brani: Liar, Be Free, Schoolgirl, Lonely Hard Road, Stepping Stone e Bring You Joy)
- Jim Rodford - basso, voce
- Robert Henrit - batteria, percussioni[10]
- Chris White e Rod Argent - produttori (della Nexus Record Productions per la Active Management)
- Registrazioni effettuate presso la Sound Techniques di Londra (Inghilterra)[11]
- Jerry Boys - ingegnere delle registrazioni
- Tony Lane - design copertina album
- James P. Wilkinson - logo design
- Rod Argent - note retrocopertina album[12]